# リューリク・ロスチスラヴィチ (ペレムィシュリ公)
リューリク・ロスチスラヴィチ（ロシア語: Рюрик Ростиславич、? - 1092年）は、トムタラカニ公ロスチスラフ・ウラジミロヴィチの長男である。弟にはヴォロダリ・ヴァシリコがいる。ペレムィシュリ公：1084年 - 1092年。

## 生涯
父のロスチスラフがトムタラカニ(ru)で死亡した後、母はハンガリーへと去り、リューリクら兄弟はルーシに残された。クニャージ・イズゴイ（領土や継承権のない公）となったリューリクは兄弟たちと共にヴォルィーニ公（ウラジーミル・ヴォリンスキー公）ヤロポルクの元に身を寄せた。1084年、ヤロポルクが不在となった隙を突いて、リューリク兄弟は一旦チェルヴェンの諸都市へ向かい、軍隊を集めてヴォルィーニに帰還し、ウラジーミル・ヴォリンスキーを占領した。一方、キエフ大公フセヴォロドはヴォルィーニ公ヤロポルクのために、自身の子のウラジーミル・モノマフを長とする軍隊を派遣した。
この後、キエフ大公フセヴォロドとヴォルィーニ公ヤロポルクは対立し、フセヴォロドは、ドニエプル川下流のオレシエ(ru)（水上交易路・ヴァリャーグからギリシアへの道の途上）を襲撃していたイズゴイ・クニャージのダヴィドに、ヴォルィーニの都市の1つであるドロゴブージュを与えた。また、ヤロポルクはポーランドに逃亡し、ウラジーミル・モノマフが、同じくヴォルィーニの都市の1つであるルーツクを占領した。1084年にリューリクら3兄弟はヴォルィーニを与えられ、分割して統治した。リューリクはペレムィシュリ公となった。1087年に和平条約が締結され、ヤロポルクがヴォルィーニを取り戻すが、同年、ヤロポルクはズヴェニゴロドへの遠征途上で殺害された。誰がヤロポルクの殺害を指示したのかは不明である。ヤロポルク殺人犯がリューリク領のペレムィシュリへ逃走したことから、リューリクが殺害の黒幕であるという推測は成り立つが、しかしこの直後の段階では、リューリクは直接的には何ら利益を得ていないという指摘もある。
リューリクは1092年に死亡した。リューリクには子はいなかったため、リューリク領はヴァシリコ・ヴォロダリの2人の弟が相続した。彼らの領有権は、1097年のリューベチ諸公会議でも承認されることになる。